# Paula Newby-Fraser
Paula Newby-Fraser (sinh ngày 02 Tháng Sáu 1962 tại Harare) là một vận động viên ba môn phối hợp và hai môn phối hợp.

## Tiểu sử
Paula Newby-Fraser sinh ra ở Nam Rhodesia (nay là Zimbabwe) và lớn lên ở Nam Phi, nơi cô là một vận động viên bơi lội được xếp hạng quốc gia khi còn nhỏ. Cô đã giành được giải vô địch thế giới Ironman ở Hawaii 8 lần: 1986, 1988191989, 1991 trừ1994 và 1996. Vì chiến thắng chưa từng có của mình, cô còn được gọi là "Nữ hoàng của Kona".
Trong 12 năm, cô đã giành được 21 trong số 26 chủng tộc Người sắt mà cô tham gia trên toàn cầu và hàng chục cuộc đua ngắn hơn.
Newby-Fraser đã thắng 24 cuộc đua Ironman trong khoảng thời gian từ năm 1986 đến 2002. Vào những năm 1990, cô cũng từng tham gia các cuộc thi đấu đường dài như PowerMan Zofingen, Thụy Sĩ và Giải vô địch Duathon thế giới năm 1990 tại Palm Springs. Cô đã đánh bại Liz Downing.{{Cần chú thích|date=October 2017
Trong số rất nhiều giải thưởng khác, Học viện Thể thao Hoa Kỳ đã gọi cô là một trong 5 vận động viên nữ chuyên nghiệp hàng đầu trong 25 năm qua (1972101997). Paula Newby-Fraser giữ kỷ lục thế giới Ironman Women là 8:50:28, cho đến 2008-07-13, khi Yvonne van Vlerken của Hà Lan có thời gian 8:45:48. Newby-Fraser được coi là một biểu tượng cho khoảng cách Người sắt trong ba môn phối hợp.
Năm 1991 Paula Newby-Fraser xuất hiện cùng với bậc thầy đạp xe John Howard, trong video "John Howard's Lessons In Cycling" được sản xuất bởi Video mới & Unique của San Diego, California. Newby-Fraser đã trình diễn kỹ thuật đạp xe có tên "The Hot Stop". 
Sau này trong sự nghiệp của mình, Newby-Fraser bắt đầu chạy ultramarathon, chạy các cuộc đua 50 km trở lên. Tại Ridgecrest High Desert 50K vào tháng 4 năm 1997, cô đã giành chiến thắng với kỷ lục khóa học mới là 4 giờ 6 phút.